# Châteauvert
Châteauvert település Franciaországban, Var megyében. Lakosainak száma 144 fő (2022. január 1.). Châteauvert Barjols, Bras, Brue-Auriac, Correns és Pontevès községekkel határos.

## Népesség
A település népességének változása:
| Lakosok száma | 138  | 145  | 186  | 145  | 146  | 147  | 147  | 146  | 144  |
|               | 2013 | 2015 | 2016 | 2017 | 2018 | 2019 | 2020 | 2021 | 2022 |